# Honda CR-X
El Honda CR-X, originalmente lanzado como Honda Ballade Sports CR-X en Japón, es un fastback compacto deportivo de tracción delantera y motor delantero en posición transversal, fabricado por Honda entre 1983 y 1991. Fue reemplazado por el Honda CR-X del Sol en 1992.
En las especificaciones del mercado estadounidense, la CR-X fue denominada como un deportivo económico o fastback. Las especificaciones para la guagua en el mercado europeo recibieron una carrocería 2+2 y un motor ZC 128cv (97 kW). Rediseñado en 1988 y producido hasta 1991, la CR-X fue popular por su rendimiento, manejo ágil y buena eficiencia de consumo de combustible. Se pintaba en dos tonos de forma estándar en el año 1985, en color negro o rojo sobre gris-plata. El trabajo de dos tonos de pintura era estándar en los modelos DX y HF a partir de 1984 hasta que se rediseñó en 1988. Las llantas de aleación de 13 pulgadas se equipaban con neumáticos Michelin 175/70R13 MXL.
En los Estados Unidos, el modelo por excelencia, el Si (con un motor SOHC (D16A6) diferente a la versión JDM de la Si con un 1590cc (ZC) DOHC) era la favorita en ventas. En 1992 Honda lanzó la CRX del Sol que se comercializó como un CR-X en algunos mercados.

## Primera generación (EC1)
La primera generación de CRX se vendió en algunas zonas fuera de Japón como el Honda Civic CR-X. En su inicio, el CRX estaba disponible en Japón por el distribuidor Honda Verno acompañado por los modelos Honda Vigor, el Honda Quint y el Honda Prelude.
El coche original con un 1300 cc (código de chasis AE532) y el posterior modelo 1500 cc (códigos chasis EC1 y AF) del mercado estadounidense CRX HF ("High Fuel economy" o ahorro de combustible) podían realizar un muy buen kilometraje, una década antes de que los híbridos de gasolina y electricidad apareció en el mercado. El 1500 cc está catalogado por la Agencia de Protección Ambiental de los Estados Unidos (EPA) (bajo el nuevo sistema de clasificación) en un consumo medio de 5.7l/100 km en ciudad y 4.7l/100 km en carretera. Los modelos Si japonés y el 1.6i-16 europeo venían con un 1590 cc DOHC que rendía 135cv en el modelo del Reino Unido y 140cv en el mercado japonés. Aunque las versiones de motor eran similares, el Si japonesa equipaba un ZC, mientras que el motor europeo equipaba un D16A9.

### CR-X Si

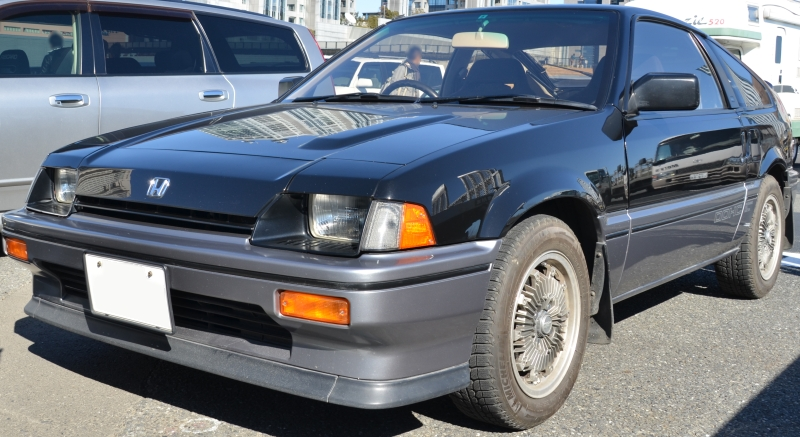
Honda CR-X SiR

En 1986, el Si se extendió al Civic hatchback, ofreciendo el mismo rendimiento del CRX Si, pero con cuatro asientos. Se añadieron mejoras que incluían un techo solar de cristal desmontable, una caja de cambios manual de cinco velocidades, volante deportivo, un panel de la luz trasera en el techo, el paragolpes modificado y un spoiler de techo. Al igual que el CRX Si, el hatchback Si fue alimentado con el mismo motor 12 válvulas SOHC EW4/D15A3 que rendía 91cv (este último código motor se utiliza para el modelo del año 1987, pero con las mismas especificaciones). El Civic Si también se comercializó en Nueva Zelanda y Australia en 1987, y compartiendo especificaciones similares a la Si americano. Además, en 1987 una versión Si del Civic cinco puertas fue presentado, con un techo de cristal pop-up, paragolpes del color de la carrocería y tapacubos tipo disco. Este modelo venia con un 1.5L 12v (91cv)de inyección procedente del CRX Si y transmisión manual de cinco velocidades.
El motor nombrado ZC1 en Japón y D16A1 en Europa, generaba 128cv, lo que permitía ponerse a 100 km/h en 8,9 segundos y alcanzar los 196 km/h. Generalmente en la época era poco común que un coche compacto rindiese menos de 100cv, lo que al Si le aportó popularidad entre los entusiastas a la competición. Este modelo 1.6 única y exclusivamente se vendería en Japón.
En los Estados Unidos, un CR-X Si se comercializó en 1984, con asientos delanteros deportivos. Aunque el Si retuvo la viga trasera semiindependiente con muelles para la suspensión, se añadió una barra estabilizadora trasera para mejorar la estabilidad. A diferencia del JDM CR-X Si, el Si utiliza el mismo motor 1.5 carburado base del modelo DX. En 1985 finalmente se comercializó en EE. UU. el CRX Si, que contó con una de inyección de combustible, 1.5 L SOHC EW3 con 91cv.

### Straman CR-X Convertible

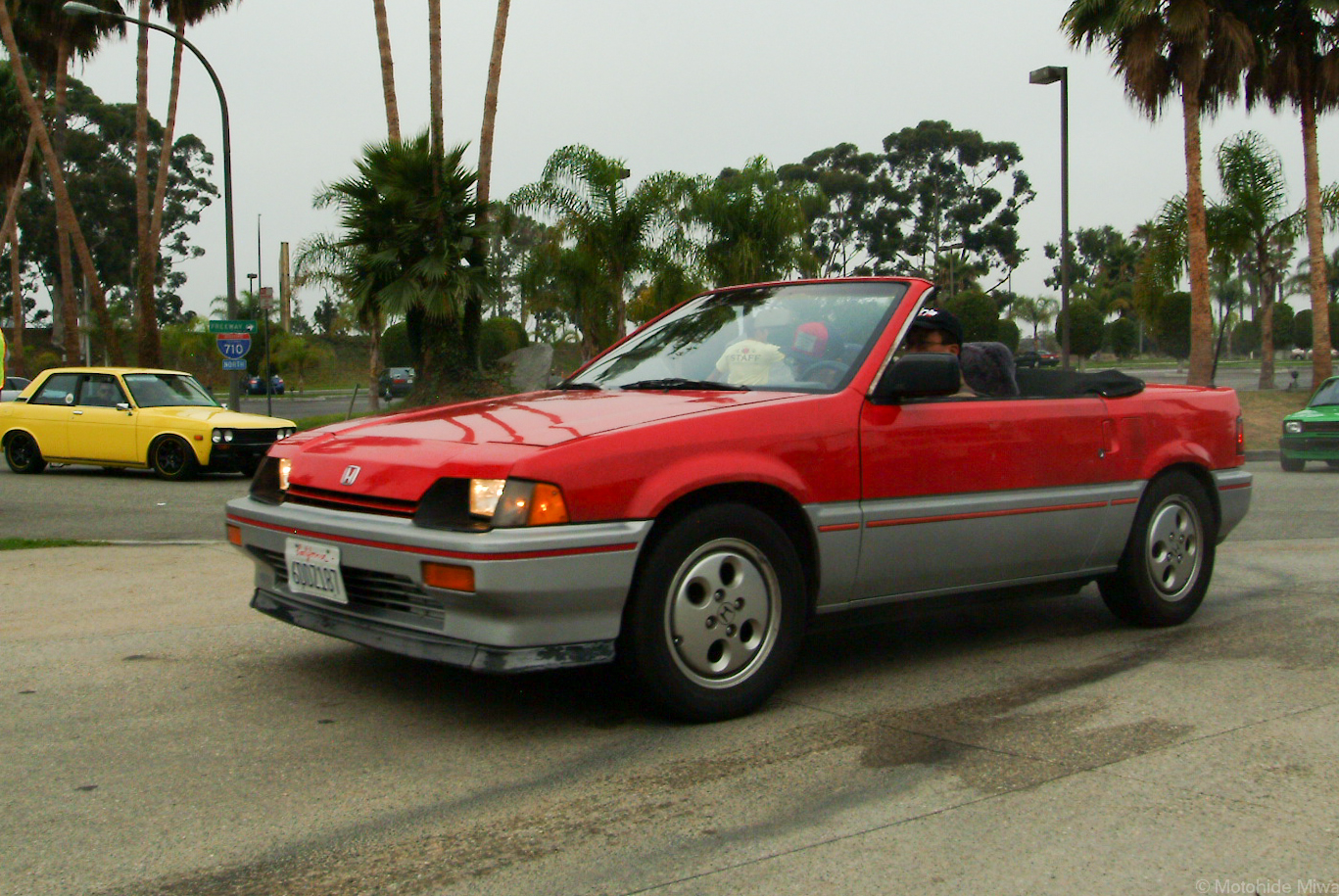
Honda Straman CR-X Convertible

Tras la aparición de la primera generación del CR-X, y debido a su popularidad, a los pocos meses del lanzamiento del vehículo, en Florida un customizador llamado Straman Coachworks ideó esta modificación. La primera unidad del CR-X convertible se realizó como un concept de encargo pero la demanda creció rápidamente.
En 1984, la publicidad que rodeaba al nuevo coche deportivo de Honda y el frenesí despertado por la oferta de conversión a convertible provocado por la revista Road and Track gran número de personas llegaron a frecuentar los concesionarios preguntando por un modelo de fabricación inexistente. El modelo se fabricaba bajo encargo, Straman finalmente decidió realizar la preparación sobre 310 unidades de Honda CR-X a mediados de los años 80. Otros siguieron el ejemplo de Straman, pero este sigue siendo el convertidor original de CR-X.
La modificación se trataba estrictamente de una conversión: No se modificaba ni estéticamente, ni mecánicamente, ni sus interiores. Esta se centraba en recortar el techo original de metal y montar un techo de lona abatible manualmente. Dicha modificación no afectaba ni al número de plazas (ya que el modelo americano solo tenía 2 plazas) ni al espacio del maletero, ya que el techo de lona quedaba recogido sobre la parte trasera. En la actualidad la cantidad de unidades en movimiento es inferior a 200 unidades y su elevada cotización los convierte en un demandado clásico custom y un deseado vehículo para modificar.

## Segunda generación (EF6/EF7/EF8)

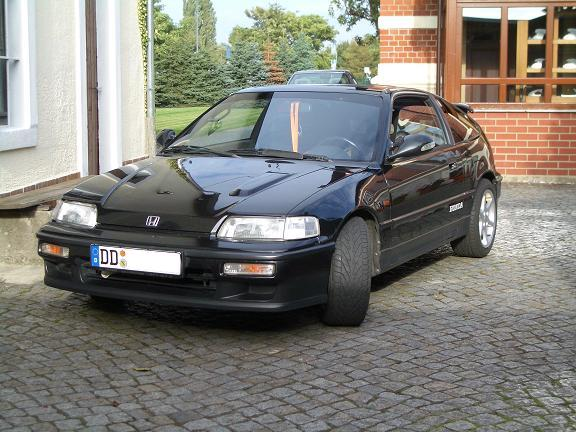
CR-X 2.ª generación

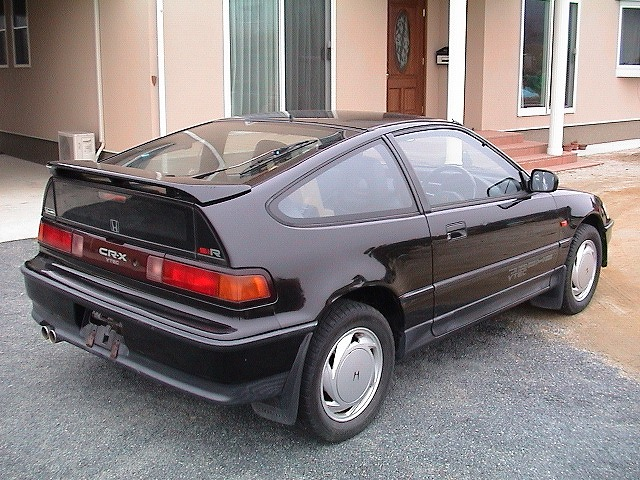
Honda CR-X SiR

En 1988 el chasis cambio de manera significativa de su original sistema de barras de torsión y la parte trasera de barra de torsión semi-independiente, pasando a brazos oscilantes completamente independientes al igual que sus modelos hermanos Civic/ Ballade. Fuera de Norteamérica, esta segunda generación de CRX estaba disponible con un SOHC de 1495cc o una versión actualizada de la 1590cc DOHC con motor ZC. Muchos de éstos fueron equipados con sistema de inyección de combustible de serie. En el juego en línea Drag Racer 2 este auto aparece en la versión de EE. UU. con 91 HP. Es el auto más barato del juego.
Una de las opciones para el CR-X del mercado japonés era un techo solar, un panel fijo de cristal que se extendía desde la parte superior del parabrisas hasta la parte trasera, en la abertura del portón trasero. Relativamente común en Japón, estos modelos son codiciados en otros mercados.
En la segunda generación CR-X en los EE. UU. se podían elegir entre tres niveles de acabado:
- El estándar (sin etiqueta, a veces llamado el "DX") con el 1495cc 16v "D15B2" y Dual-Point Fuel Injection (DPFI)
- El HF ("alta eficiencia de combustible") con el 1495 cc 8v "D15B6" e inyección multipunto de combustible (MPFI)
- El Si con el 1590cc 16v "D16A6" y MPFI.

Los modelos"DX" estaban disponibles con una transmisión automática, todos los demás tenían una transmisión manual de cinco velocidades. Todos los modelos de Si salían con techo solar eléctrico. Se realizó una modificación en la parte trasera de todos los vehículos de segunda generación en los que se instaló un panel de vidrio en la mitad superior de la parte trasera del vehículo, por encima de las luces de cola que ayudaron en la visibilidad al mirar hacia atrás, además de la ventana trasera de vidrio. Este panel era de color negro fuertemente punteado.

### Versión Si/SiR
En septiembre de 1989 Honda añadió el motor B16A VTEC a la línea de fuera de América. El motor VTEC que utilizada distribución variable para proporcionar una mayor potencia en régimen alto de revoluciones, al tiempo que permite un bajo consumo y un mejor ralentí en un bajo régimen de revoluciones.
El B16A producía 150cv en el modelo 1.6i-VT Europeo (Donde el motor llevaba la denominación B16A1) y 157cv en el modelo JDM SiR. El CRX Que Honda lanzó con su modelo 1988 al año 1991 dejando así una edición limitada lanzada en 1992 con muy pocas unidades para sus consumidores. Fue el segundo coche en recibir un motor VTEC, poco después del Honda Integra, aunque el CR-X era más popular y común. De hecho, en la actualidad las unidades mecánicas de los CR-X SiR están cotizadas en el mercado de segunda mano, al tratarse de un motor de altas prestaciones y uno de los primeros en implantar la tecnología VTEC.
Los modelos equipados con VTEC-también recibieron un cambio de imagen, con paragolpes actualizados, luces, capó, frenos, suspensión y diseño de tablero de instrumentos entre otras cosas. Además, algunos de estos cambios de diseño se añadieron a los concurrentes modelos non-VTEC.
En el juego en línea Drag Racer aparece el CR-X de segunda generación.

## Tercera generación (EG1/EG2/EH6)

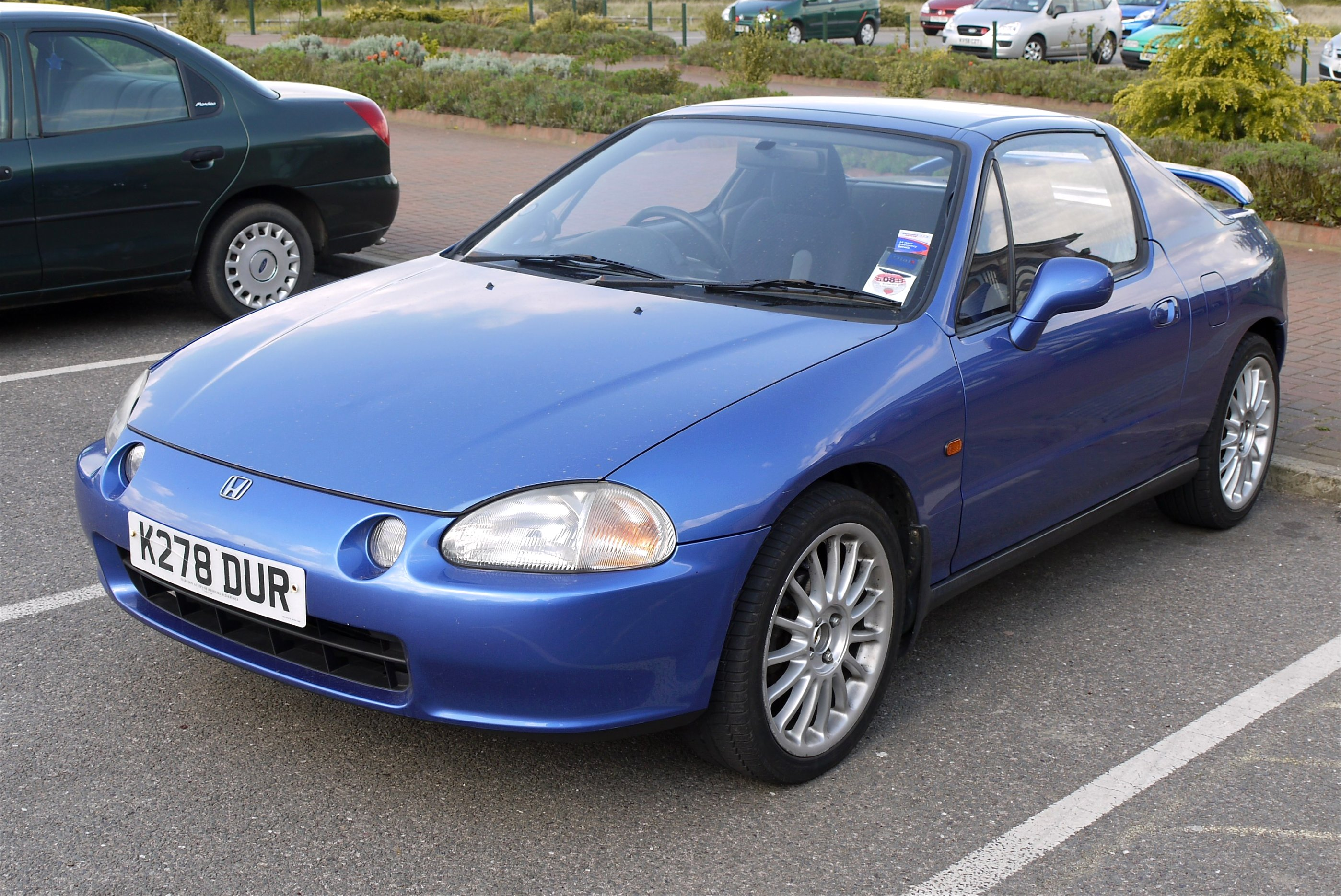
Honda CR-X del Sol

En 1992, Honda reemplazó el CR-X por un nuevo modelo con techo Targa, basado en el modelo del Civic de quinta generación fue rebautizado como Honda CR-X del Sol, también conocido simplemente como la "Del Sol". El Del Sol fue bautizado también como el CR-X del Sol en algunos mercados, y conocido simplemente como el CR-X en los demás. Es por esto que el del Sol se considera comercialmente como "3ª generación CR-X" pero no tanto así entre los aficionados, al tratarse de un coche muy diferente respecto a generaciones previas. Honda tenía objetivos de diseño aparentemente muy diferentes cuando se construyó. En los Estados Unidos, el del Sol vino en tres líneas de acabado:
- S (VXi en Japón, más tarde VGI)
- Si (ESI en Europa)
- VTEC (SiR en Japón y en Europa VTi)

Todos los modelos de 1994 a 1997 contaron con un motor B16A2 DOHC VTEC de 160cv. La producción del Sol del finalizó en 1997, y por lo tanto, la línea CR-X cesó. Artículos sobre el CR-X del Sol lo han comparado por su apariencia con el posterior Honda Insight. En 2010, trece años después de la producción final del CRX, Honda lanzó el Honda CRZ, considerado como el sucesor espiritual del CRX, con una línea muy similar y una filosofía de híbrido-deportivo.

## Cuarta generación (ZF1)

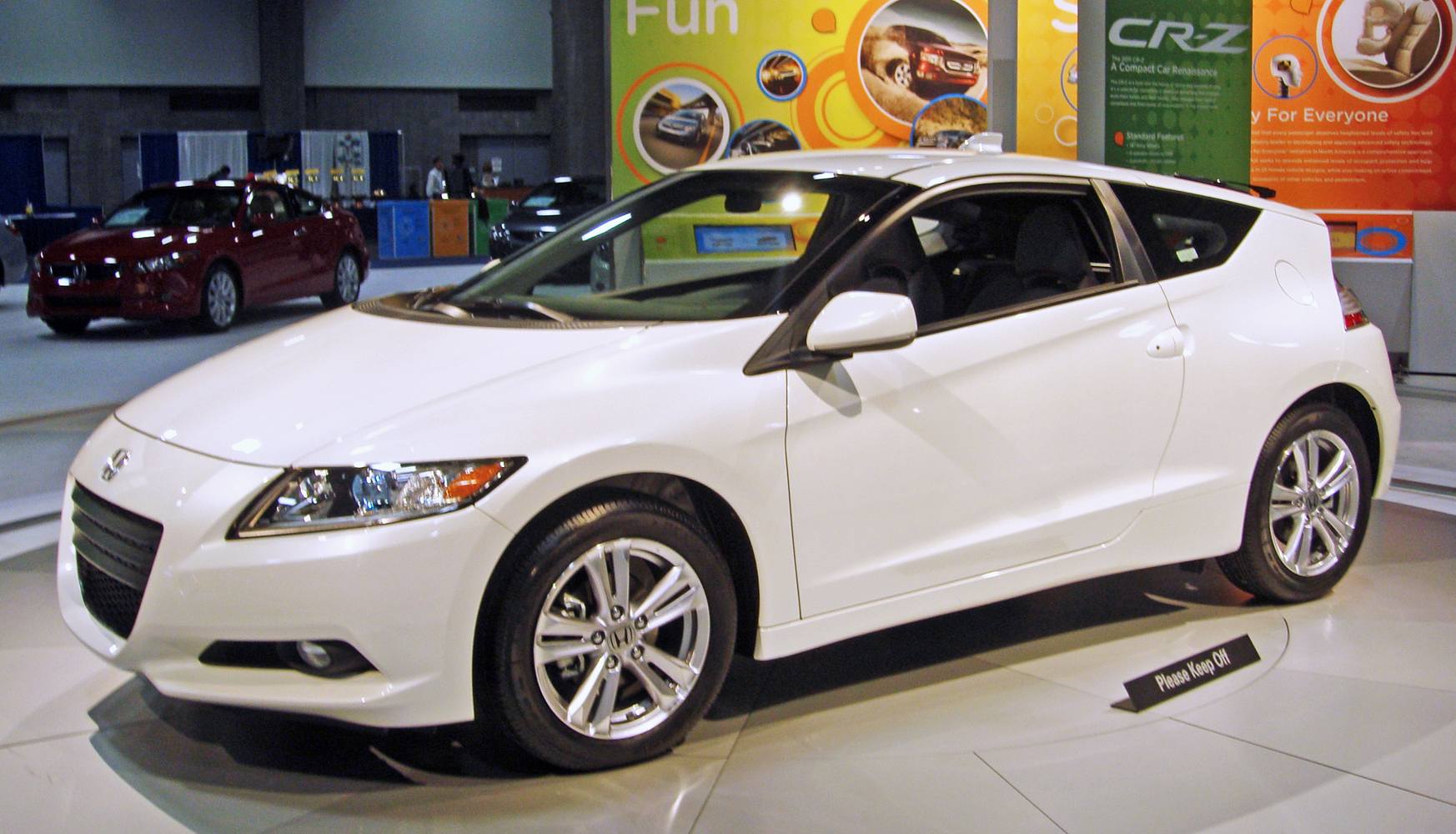
Honda CR-Z

El Honda CR-Z es un híbrido eléctrico fabricado desde el año 2010. El CR-Z combina el tren motor de un vehículo híbrido eléctrico-gasolina con elementos tradicionales de un automóvil deportivo. Tiene carrocería cupé de tres puertas, tracción delantera y cuatro plazas. El CR-Z es inspirado en la segunda generación del Honda CR-X, tanto por su nombre como por el diseño exterior.
CR-Z son las siglas del inglés: Compact Renaissance Zero). Es publicitado como un "cupé híbrido deportivo". Es el tercer automóvil híbrido de Honda en el mercado, luego del Honda Civic Hybrid y el Honda Insight. El primer prototipo del CR-Z fue introducido en Salón del Automóvil de Tokio de 2007, y luego fue exhibido en Estados Unidos en el Salón del Automóvil de Detroit de 2008. Honda mostró en Salón del Automóvil de Tokio de 2009 un segundo prototipo del modelo. La versión de producción del CR-Z fue presentada en enero de 2010 en el Salón del Automóvil de Detroit, y fue lanzado en el mercado japonés en febrero de 2010. Las ventas en Estados Unidos se iniciaron en agosto de 2010.

## Competición

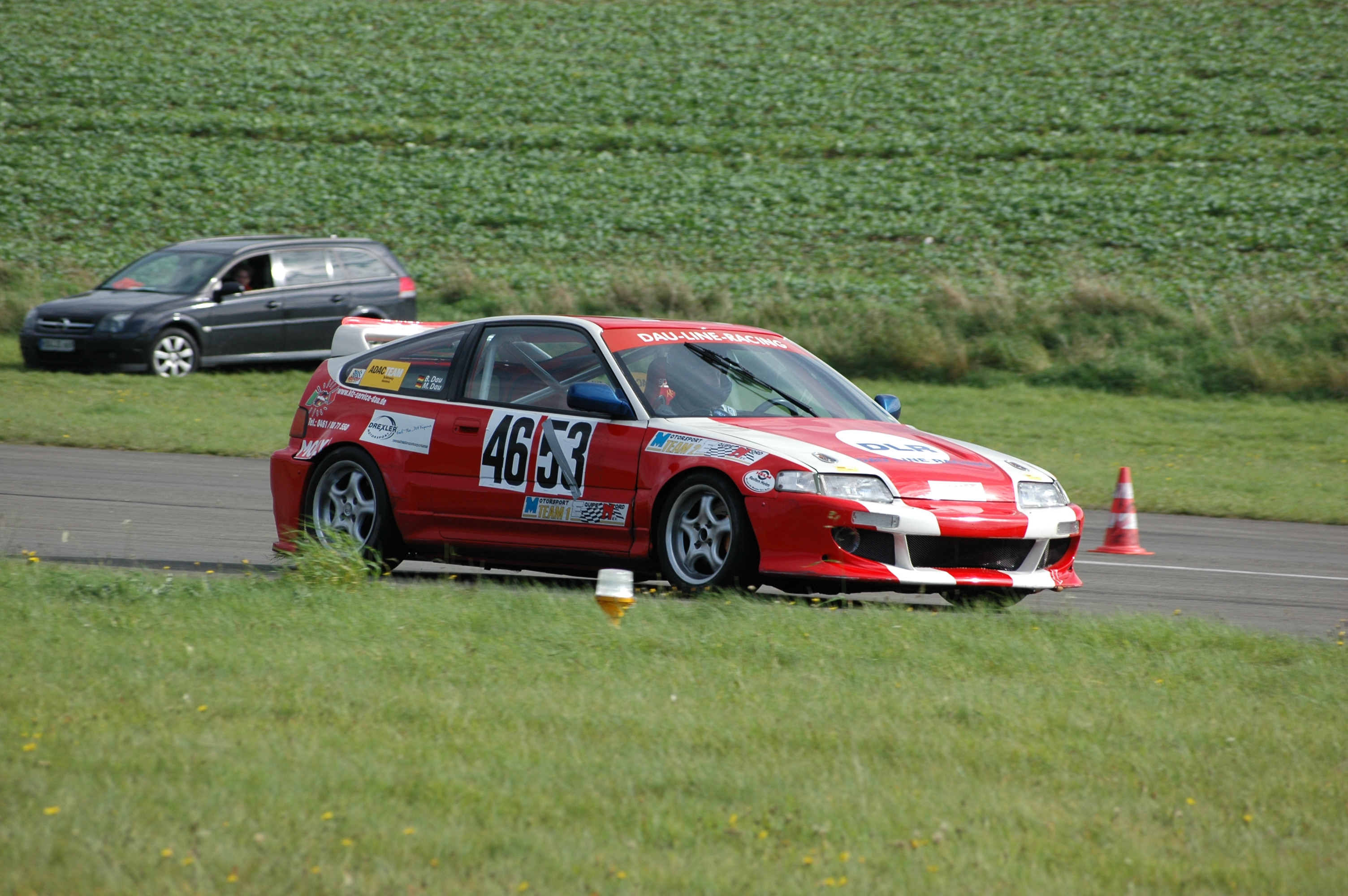
En una prueba de Autocross

Al igual que el Honda Civic, debido a la amplia disponibilidad de piezas de alto rendimiento y mejoras para la competición (en especial por compartir varias piezas con los civic de 3.º y 4.º generación), el CR-X es muy popular para el uso de pruebas de circuito, rallyes, autocross y demás. En el Reino Unido, se produjo una serie monomarca dedicada a la segunda generación del CR-X, que siguió adelante unos pocos años después de la aparición de la tercera generación y fue muy popular como vehículo para carreras con configuración de vehículos stock (o de serie). Hoy en día, el coche es muy popular principalmente para drag, autocross y carretera de carreras eventos debido a su ligero peso y amplio abanico de modificaciones (como la implantación de motores de nueva generación).

## Menciones y premios
El CR-X fue "Import Car of the Millenium" en 1990 por y el modelo CR-X Si "Import Car of the Year" en 1988, ambas menciones de la mano de Motor Trend. También fue "Car and Driver Ten Best" de la revista Car and Driver en 1985 y 1988 (Una mención en cada una de las dos primeras generaciones). El CR-X Si de 1988 fue premiado como uno de los 10 mejores coches de toda la historia por Road & Track's en el año 2000.

## Seguridad
En Australia, el CR-X de II. generación se evaluó en las calificaciones de seguridad del coche usado de 2006 como "significativamente peor que la media" por la protección de sus ocupantes en caso de impacto lateral. Por otro lado, las dos versiones del CR-X sacaban buenas notas de seguridad (5 y 4 estrellas) en los resultados de las pruebas de choque de NHTSA en 1997.
La versión de EE. UU. de la segunda generación de CR-X empleaba el uso de vigas laterales de puertas de impacto en algunos modelos. Estos modelos pueden ser identificados por la posición de montaje de los cinturones de seguridad. Si la correa está montada en la puerta, las vigas están presentes. Si la correa está montada en el cuerpo, no hay ningún refuerzo adicional. Los modelos HF del 88 y 89 junto con los SI y DX del 88 tienen los refuerzos del pilar B-montados, como todas las versiones vendidas fuera de los EE. UU.

### USA
El National Highway Traffic Safety Administration (NHTSA) en EE. UU. ha evaluado los impactos frontales en pruebas de choque del Honda CR-X de modelos de años diferentes:
| Año  | Fabricante | Modelo | Acabado | Peso (kg) | Puntuación piloto | Puntuación copiloto |
| ---- | ---------- | ------ | ------- | --------- | ----------------- | ------------------- |
| 1984 | Honda      | Civic  | CRX     | 854       |                   |                     |
| 1989 | Honda      | Civic  | CRX     | 1048      |                   |                     |

## Peso según modelos
| Año   | STD (DX) | STD (DX)   | HF     | Si      |
| ----- | -------- | ---------- | ------ | ------- |
|       | Manual   | Automático | Manual | Manual  |
| 1984  | 825 kg   | —          | 777 kg | —       |
| 1985  | 825 kg   | —          | 777 kg | 886 kg  |
| 86-87 | 846 kg   | 861 kg     | 777 kg | 897 kg  |
|       |          |            |        |         |
| 1988  | 872 kg   | —          | 825 kg | 915 kg  |
| 1989  | 929 kg   | —          | 832 kg | 941 kg  |
| 90-91 | 954 kg   | —          | 892 kg | 1046 kg |

## Nota
1. ↑  Por la pronunciación de las siglas CR-X en ingles "cear-ex"
Honda Civic CR-X